# Konstantin Steinhübel

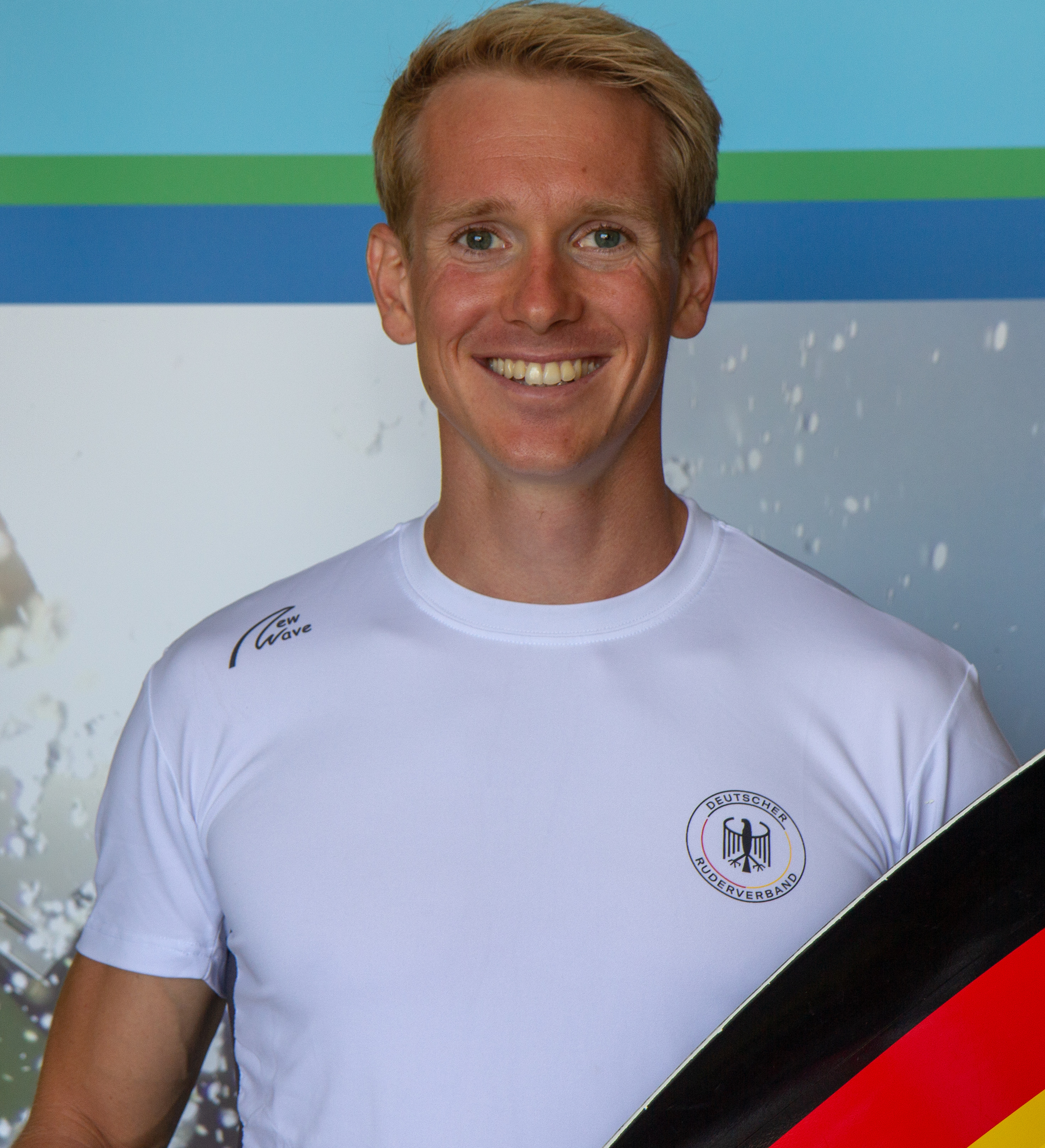
Konstantin Steinhübel (2018)

Konstantin Steinhübel (* 5. Januar 1990) ist ein deutscher Leichtgewichts-Ruderer.
Steinhübel gewann 2010 bei den U23-Weltmeisterschaften den Titel im Leichtgewichts-Doppelvierer, 2011 erhielt er die Silbermedaille in der gleichen Bootsklasse. Bei den U23-Weltmeisterschaften 2012 belegte er den zweiten Platz im Leichtgewichts-Einer. 2013 trat Steinhübel mit Lars Hartig im Leichtgewichts-Doppelzweier an, die beiden erreichten den fünften Platz bei den Weltmeisterschaften 2013. Im Jahr darauf gewannen Steinhübel und Hartig Silber bei den Europameisterschaften. Ebenfalls Silber gewann Steinhübel bei den Weltmeisterschaften 2014, diesmal im Leichtgewichts-Doppelvierer. 2015 belegte Steinhübel im Leichtgewichts-Einer den vierten Platz bei den Weltmeisterschaften. Bei den Europameisterschaften 2016 in Brandenburg an der Havel gewann er hinter dem Slowaken Lukáš Babač Silber im Leichtgewichts-Einer.
Der 1,85 m große Konstantin Steinhübel startet für den ARC Würzburg. 2015 gewann er den deutschen Meistertitel im Leichtgewichts-Einer.